# Antonio Bertrán

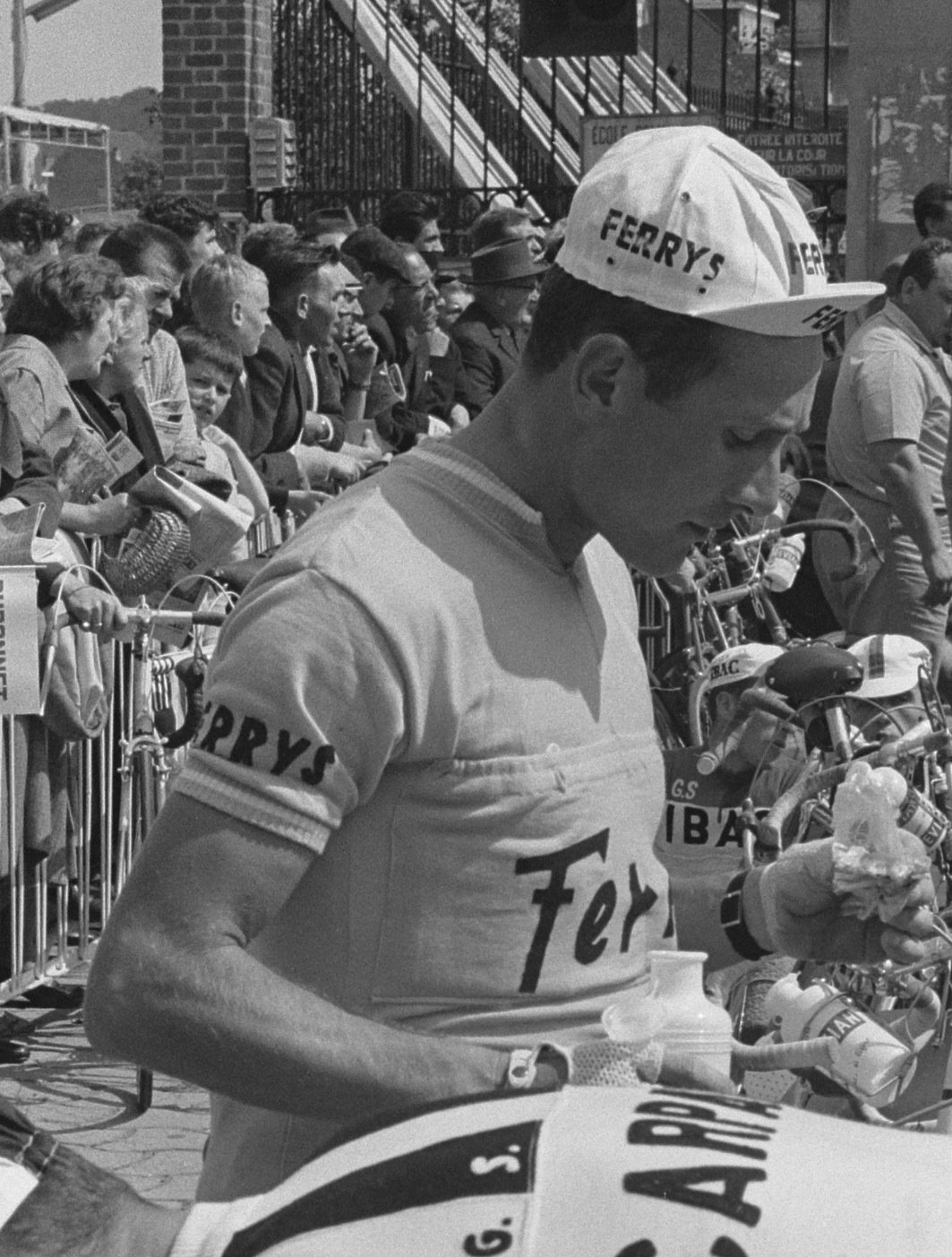
Antonio Bertrán

Antonio Bertrán Panadés (* 18. November 1933 in Eibar; † 21. März 2008 in Barcelona) war ein spanischer Radrennfahrer.

## Sportliche Laufbahn
1954 startete er als Unabhängiger. Von 1955 bis 1966 war er als Berufsfahrer aktiv. Er beendete seine Laufbahn 1966 im Radsportteam Ferrys. 
1956 wurde er Zweiter der Volta a la Comunitat Valenciana hinter dem Sieger René Marigil und ebenfalls Zweiter im Eintagesrennen Trofeo Masferrer. 1958 siegte er auf einer Etappe der Katalonien-Rundfahrt, 1959 gewann er die Baskenland-Rundfahrt und den Gran Premio Pascuas. 1960 gewann er die Trofeo Jaumendreu, eine Etappe der Andalusien-Rundfahrt und der Volta a la Comunitat Valenciana. In der Katalonien-Rundfahrt 1963 holte er sich erneut einen Etappenerfolg. Die Trofeo Masferrer gewann er 1965 erneut, ebenso wie eine Etappe der Volta a la Comunitat Valenciana. Die Katalonische Woche beendete er als Zweiter. Seinen letzten Sieg als Profi feierte er 1966 mit einem Etappenerfolg in der Volta a la Comunitat Valenciana.
Bertrán bestritt 14 Grand Tours. Die Tour de France beendete er 1963 als 35., 1964 als 55., 1965 als 85. der Gesamtwertung, 1961 war er ausgeschieden. Im Giro d’Italia wurde er 1960 26. und 1961 32. des Endklassements. Die Vuelta a España fuhr er achtmal, sein bestes Resultat in der Einzelwertung war der 10. Platz 1964, als Raymond Poulidor die Rundfahrt gewann.